# Thierry Fischer
Thierry Fischer, né le 28 septembre 1957 en Fédération de Rhodésie et du Nyassaland, en actuelle Zambie, est un chef d'orchestre et un flûtiste suisse.

## Biographie
Il est né en Rhodésie du Nord (Zambie) alors que ses parents y étaient missionnaires. Il a étudié la flûte avec Aurèle Nicolet et devient le flûtiste principal de l'opéra d'État de Hambourg et de celui de Zurich, où il étudie les partitions avec Nikolaus Harnoncourt.
Il dirige ses premiers concerts au sein de la Chamber Orchestra of Europe où il était flûtiste principal sous la direction de Claudio Abbado. Il dirige pendant cinq ans l'Orchestre de chambre de Genève.
Il est directeur musical de l'orchestre symphonique d'Utah (2010-2016) après avoir été chef principal de l'orchestre national du pays de Galles (2006-2012).
Il a enregistré, notamment, le compositeur suisse Frank Martin pour Deutsche Grammophon mais aussi pour Hyperion (Florent Schmitt ou Jean Françaix).
Depuis 2020, Thierry Fischer occupe le poste de directeur musical de l'Orchestre symphonique d'État de São Paulo (Osesp).

## Discographie sélective
- Rare French Works for Violin and Orchestra, Gabriel Fauré, Concerto pour violon en ré mineur op. 14, Camille Saint-Saëns, Morceau de concert op. 62, Édouard Lalo, Fantaisie norvégienne, Guitare op. 28, Joseph Canteloube, Poème, Ernest Guiraud, Caprice, Philippe Graffin, violon, The Ulster Orchestra, Thierry Fisher (dir.). CD Hyperion 2001
- Camille Saint-Saëns, Symphonie no 1 op. 2, Symphonie en la majeur, Le Carnaval des Animaux, Utah Symphony, Thierry Fisher (dir.). CD Hyperion 2019
- Camille Saint-Saëns, Symphonie en fa majeur « Urbs Roma », Symphonie no 2 op. 55, Danse macabre op. 40, Utah Symphony, Thierry Fisher (dir.). CD Hyperion 2019
- Camille Saint-Saëns, La Foi, 3 Tableaux symphoniques op. 130, Symphonie no 3 op.78, Paul Jacob, orgue, Utah Symphony, Thierry Fisher (dir.). CD Hyperion 2019